# Greta Buschhaus
Greta Buschhaus (* 1994 in Siegen, Nordrhein-Westfalen) ist eine deutsche Journalistin und Moderatorin. 

## Leben & Karriere
Greta Buschhaus wuchs in Siegen, Nordrhein-Westfalen, auf. Sie absolvierte ein Bachelorstudium in International Business an der Maastricht University und erwarb anschließend einen Masterabschluss in International Journalism an der City University London.
Ihre journalistische Laufbahn begann sie 2017 in der Redaktion des ZDF heute journal, wo sie über zwei Jahre tätig war. Später arbeitete sie an Filmen für das investigative ZDF-Magazin Frontal. Seit 2023 schreibt und hostet sie Dokumentationen für das investigative ZDF-Format Die Spur. 
Als Autorin war Buschhaus an der Amazon-Prime-Dokumentarserie Joko Winterscheidt Presents: The World’s Most Dangerous Show beteiligt, die sich mit Lösungen für die Klimakrise auseinandersetzt. Für diese Arbeit wurde sie 2023 mit dem Deutschen Fernsehpreis in der Kategorie „Beste Doku-Serie“ ausgezeichnet und 2024 für den Grimme-Preis nominiert.
Neben ihrer journalistischen Tätigkeit moderiert Buschhaus Diskussionen bei Veranstaltungen und Institutionen, darunter die Harvard University, das Filmfest Hamburg, Bits and Pretzels und Hinterland of Things. 

## Filmografie (Auswahl)
- 2024: "Kann KI Wahlen beeinflussen?" (ZDF "Die Spur") – Reporterin[3]
- 2024: "Mit KI zur Biowaffe" (ZDF "Die Spur") – Reporterin[4]
- 2023: "The World’s Most Dangerous Show" (Amazon Prime Video) – Kreative Produzentin
- 2023: "Der gefährliche Goldrausch im Silicon Valley" (ZDF "Die Spur") – Reporterin[5]

## Auszeichnungen
- 2023: Deutscher Fernsehpreis – Beste Doku-Serie für „The World’s Most Dangerous Show“[6]
- 2024: Nominierung für den Grimme-Preis in der Kategorie Information und Kultur für „The World’s Most Dangerous Show“[7]